# Maxomys bartelsii
Maxomys bartelsii  (Jentink, 1910) è un roditore della famiglia dei Muridi, endemico dell'isola di Giava.

## Descrizione

### Dimensioni
Roditore di medie dimensioni, con lunghezza della testa e del corpo tra 127 e 178 mm, la lunghezza della coda tra 117 e 170 mm, la lunghezza del piede tra 31 e 36 mm e la lunghezza delle orecchie tra 23 e 27 mm.

### Aspetto
La pelliccia è corta, soffice, densa e priva di spine. Le parti superiori sono grigio scuro, mentre le parti ventrali sono bianche. Le orecchie sono arrotondate. La coda è lunga circa quanto la testa ed il corpo, è nerastra sopra, più chiara sotto e con la punta giallastra. Le femmine hanno un paio di mammelle pettorali e due paia inguinali. Il numero cromosomico è 2n=48 FN=70.

## Biologia

### Comportamento
È una specie terricola.

## Distribuzione e habitat
Questa specie è endemica delle zone vulcaniche occidentali e centrali dell'Isola di Giava.
Vive nelle foreste tropicali montane a circa 1.830 metri di altitudine. È tollerante agli ambienti disturbati ed è presente anche ai bordi delle foreste.

## Conservazione
La IUCN Red List, considerato il vasto areale, la tolleranza al degrado del proprio habitat e la popolazione numerosa, classifica M.bartelsii come specie a rischio minimo (Least Concern).